# Özge Bayrak
Pour les articles homonymes, voir Özge.
Özge Bayrak, née le 14 février 1992 à Osmangazi, un district de Bursa, est une joueuse turque de badminton.

## Carrière
Elle remporte aux Championnats d'Europe junior de badminton 2011 à Vantaa la médaille de bronze en simple dames. En 2013, elle obtient aux Jeux de la solidarité islamique à Palembang la médaille de bronze par équipes et aux Jeux méditerranéens la médaille d'or en double dames avec Neslihan Yiğit et la médaille d'argent en simple dames.
Elle est médaillée de bronze du simple dames des Championnats d'Europe de badminton 2014 à Kazan.
Aux Jeux européens de 2015 à Bakou, elle est médaillée de bronze en double dames avec Neslihan Yiğit.
Elle dispute le tournoi de simple dames de badminton aux Jeux olympiques d'été de 2016 à Rio de Janeiro, et est éliminée en phase de poules.
Aux Jeux méditerranéens de 2022 à Oran, elle est médaillée de bronze en simple dames.